# イルハム・シャリポフ
イルハム・シャリポフ (ラテン文字:Ilkham Sharipov, Ilkhom Sharipov、ウズベク語: Ilkhom Sharipov / Илхом Шарипов、ロシア語: Ильхам Шарипов、1968年2月24日 - ) は、ウズベキスタンの元プロサッカー選手である。現役時代のポジションはDF。

## 概要
シャリポフは1991年から1998年までサッカーウズベキスタン代表に招集され、17試合に出場した。1991年に行われた、ソビエト連邦から独立した中央アジアの国同士で行われた中央アジアカップで初出場を果たすと、1994年にはアジア競技大会のメンバーにも選出され、ウズベキスタン代表の優勝に貢献した。また、AFCアジアカップ1996や1998 FIFAワールドカップ・アジア予選にも出場している。